# Чечо, Ильяз
Ильяз Чечо (алб. Iljaz Çeço; род. 1 ноября 1947, Албания) — албанский футболист, полузащитник.

## Карьера

### Клубная карьера
Во взрослом футболе дебютировал 13 января 1962 года в клубе «Люшня» в матче против команды «Кораби».
В 1963 году перешёл в «Динамо» (Тирана), где провёл всю оставшуюся карьеру с небольшим перерывом в сезоне 1970/71, когда он выступал в составе «Тираны». Вместе со столичным «Динамо» Чечо пять раз выигрывал национальный чемпионат, а также трижды становился обладателем Кубка Албании. Завершил карьеру футболиста в 1978 году.

### Карьера в сборной
11 октября 1964 года дебютировал в официальных матчах в составе национальной сборной Албании в товарищеском матче против команды Алжира, завершившемся со счётом 1:1. На тот момент Чечо было всего 17 лет, что сделало его самым молодым игроком, когда-либо игравшим за сборную Албании. Его последним матчем за национальную команду стал матч отборочного этапа чемпионата Европы против команды Турции в ноябре 1971 года.

## Личная жизнь
Чечо женат, у него есть двое детей.

## Достижения
«Динамо» (Тирана)
- Чемпион Албании: 1966/67, 1972/73, 1974/75, 1975/76, 1976/77
- Обладатель Кубка Албании: 1970/71, 1973/74, 1977/78